# James W. Simonton
James W. Simonton (1823-1882), journaliste et patron de presse américain, a participé à la création du San Francisco Bulletin puis du New York Times, où il officia en tant que responsable de la couverture parlementaire, avant de devenir directeur de l'agence de presse américaine Associated Press de 1866 à 1882.

## Biographie
Né à New York, il a passé dans cette ville l'essentiel de sa vie. Pour le Courier and Enquirer, il couvre la vie du congrès à Washington et se lie d'amitié avec Henry Jarvis Raymond, futur éditeur et fondateur du New York Times
À l'automne 1850, lors de la ruée vers l'or de Californie, il part fonder le San Francisco Bulletin, qu'il dirige pendant trois mois avant de revenir à New York, travailler pour le Courier and Enquirer puis participer à la création en 1851 du New York Daily Times, futur New York Times.
En 1858, les troubles raciaux du Bleeding Kansas et les risques de guerre des Mormons justifient son envoi dans le grand ouest par le quotidien, pour devenir son correspondant dans l'Utah. Il prend alors résidence à San Francisco, pour s'occuper à nouveau du journal qu'il avait créé en 1850, avant de revenir à Washington en 1860. 
Il succède à Daniel H. Craig en 1866, lorsque celui-ci est soupçonné de vouloir créer une agence concurrente de la New York Associated Press, alors que vient de se créer en 1862 la Western Associated Press, sous l'impulsion de. Le câble sous-marin attendu par la New York Associated Press est susceptible de lui donner l'ascendant sur l'association rivale, la Western Associated Press, qui avait critiquée le manque de nouvelles pendant la Guerre de Sécession. Sous sa direction, un ex-collègue du New York Times, Alexander Wilson, devient le premier correspondant à Londres de la New York Associated Press.
À son décès, son successeur William Henry Smith, dirigeant de la Western Associated Press, va rééquilibrer le pouvoir au profit de l'association de l'Ouest.